# Penicillium discolor
Penicíllium díscolor (лат.) — вид несовершенных грибов (телеоморфная стадия неизвестна), относящийся к роду Пеницилл (Penicillium).

## Описание
На CYA колонии достигают диаметра 2—3,5 см за 7 дней, бархатистые до пучковатых, с обильным спороношением в тёмно-зелёных тонах, с белым растущим краем. Экссудат часто обильный, бесцветный. Реверс кремово-жёлтый. На агаре с солодовым экстрактом (MEA) колонии 2—3,5 см в диаметре на 7-е сутки. На агаре с дрожжевым экстрактом и сахарозой (YES) реверс оранжевый, затем ярко-красный, в среду выделяется ярко-красный пигмент, колонии на 7-е сутки 3—5 см в диаметре.
При 37 °C рост отсутствует, при 30 °C иногда образуются тонкие колонии до 1 см в диаметре.
Конидиеносцы трёхъярусные, с прижатыми элементами, шероховатые, 200—250 мкм длиной. Веточки 12—20 мкм длиной, метулы 12—15 мкм. Фиалиды цилиндрические, суженные в короткую шейку, 8—10 мкм длиной. Конидии шаровидные или почти шаровидные, 3,5—4 мкм в диаметре, отчётливо шероховатые.

### Отличия от близких видов
Определяется по шероховатым конидиям и оранжево-красному реверсу колоний на YES. От Penicillium echinulatum и Penicillium cavernicola отличается ярко-красным пигментом, выделяемым в среду при культивировании на YES.

## Экология и значение
Встречается на сырах, плодах и клубнях растений, в почве. Широко распространённый вид.
Продуцент хетоглобозинов A, B и C.

## Таксономия
Penicillium discolor Frisvad & Samson, Ant. Leeuwenhoek 72: 120 (1997).